# Garganta del Pinar
La garganta de Pinar es un curso de agua en la parte central de la Sierra de Gredos, provincia de Ávila, España. Nace en las Cinco Lagunas, en el término municipal de Zapardiel de la Ribera, a unos 2103 metros de altura. Desemboca en la Garganta de Gredos, cerca de su desembocadura en el Tormes junto a la localidad de Navalperal de Tormes.
A lo largo de su recorrido por la garganta del Pinar, el arroyo forma aún otra laguna: la laguna de Majalaescoba (a una elevación de 1830 m s. n. m.) y salva sucesivos escalones rocosos formando pequeñas cascadas y remansos.
En su curso alto se encuentran otras pequeñas lagunas de origen glaciar conocidas como las Lagunillas.

## PR-AV 35
El sendero PR-AV 35 (marcas blancas y amarillas) recorre 10,2 kilómetros del curso de la garganta desde Navalperal de Tormeshasta las Cinco Lagunas avanzando paralelo al cauce.